# Larry Watson
Larry Watson (Rugby, 1947) è uno scrittore e poeta statunitense.

## Biografia
Nato nel 1947 a Rugby, Dakota del Nord, è cresciuto a Bismarck e ha conseguito un B.A. e un M.A alla University of North Dakota ottenendo successivamente un dottorato in scrittura creativa all'Università dello Utah.
Nel 1983 ha esordito con la raccolta di liriche Leaving Dakota, ma ha ottenuto notorietà 10 anni dopo con il suo primo romanzo, Montana 1948, tradotto due volte in italiano.
Il suo romanzo Uno di noi del 2013 è stato trasposto nell'omonima pellicola nel 2020.

## Opere

### Romanzi
- Montana 1948 (1993)
  - Il ragazzo dal cuore di ghiaccio, Milano, Frassinelli, 1996 traduzione di Mario Biondi ISBN 88-7684-390-6.
  - Montana 1948, Firenze, Mattioli 1885, 2020 traduzione di Nicola Manuppelli ISBN 978-88-6261-734-5.
- Justice (1995)
- White Crosses (1997)
- In a Dark Time (1998)
- Laura (2000)
- Orchard (2003)
- Sundown, yellow moon (2007)
- American boy (2011)
- Uno di noi (Let Him go, 2013), Firenze, Mattioli 1885, 2021 traduzione di Nicola Manuppelli ISBN 978-88-6261-809-0.
- Addio e ancora addio (As good as gone, 2016), Firenze, Mattioli 1885, 2022 traduzione di Nicola Manuppelli ISBN 978-88-6261-844-1.
- Le vite di Edie Pritchard (The Lives of Edie Pritchard, 2020), Firenze, Mattioli 1885, 2023 traduzione di Nicola Manuppelli ISBN 978-88-6261-903-5.

### Poesie
- Leaving Dakota (1983)
- Late Assignments (2019)

## Adattamenti cinematografici
- Uno di noi (Let Him Go), regia di Thomas Bezucha (2020)

## Premi e riconoscimenti
- National Endowment for the Arts: 1987 e 2004[5]
- Milkweed National Fiction Prize: 1993[6]